# Спецпрофіль

Кріплення податливе зі спецпрофілю.

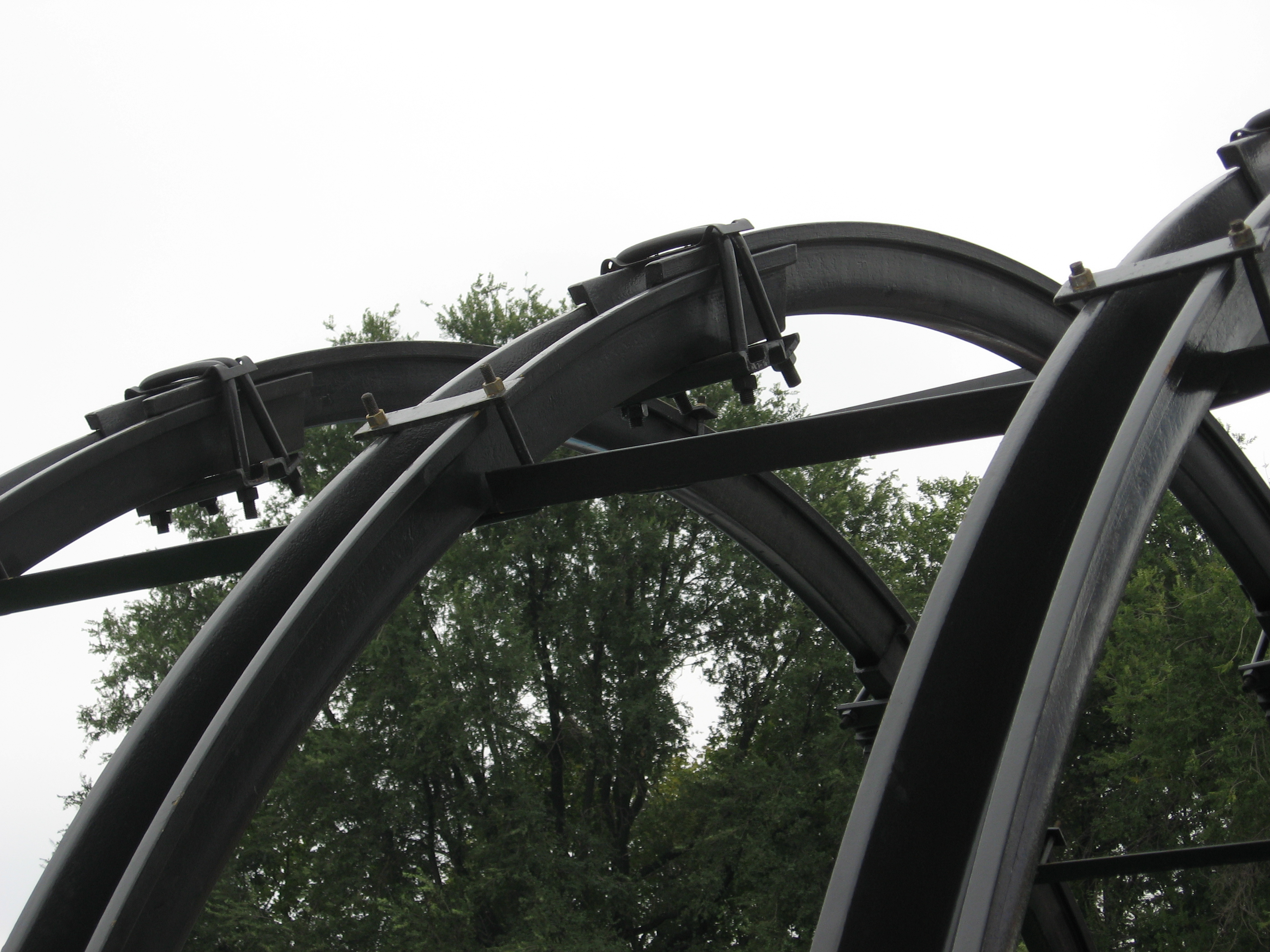
Вигляд кріплення із спецпрофілю

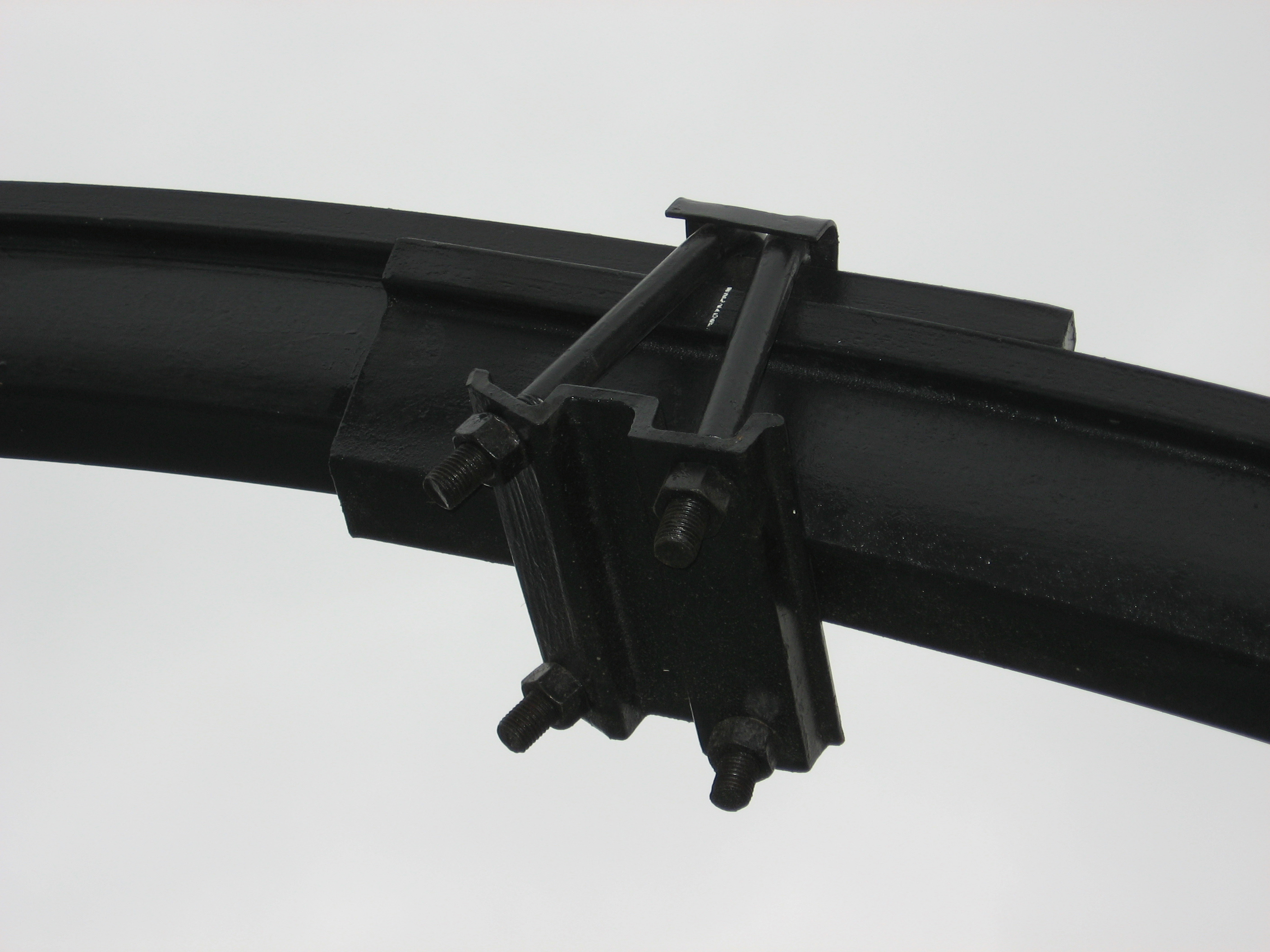
Замкове з'єднання елементів із спецпрофілю

Спецпрофіль (рос. спецпрофиль, англ. special fluted section of beams for supports, нім. Sonderprofil n) – сталеві балки спеціального жолобчастого профілю, що застосовуються для виготовлення переважно податливого кріплення горизонтальних і похилих гірничих виробок.
Спеціальний взаємозамінний профіль СВП виготовляється із сталі Ст.5 у таких типорозмірах: СВП14, СВП17, СВП19, СВП22, СВП27 та СВП33. Профіль КГВ виготовляється із сталі Ст.5 у типорозмірах КГВ18, КГВ21, КГВ26 та із сталі 20Г2АФпс у типорозмірах КГВ26 та КГВ32. Номер спецпрофілю приблизно дорівнює масі погонного метру у кілограмах.